# 柘洋
- 關於柘洋的更多用法，請見「柘洋 (消歧义)」。
- 關於上西区的更多用法，請見「上西区 (消歧义)」。

柘洋，是柘荣县所辖地区在隶属于霞浦县及其前身时期的历史称谓。柘洋自宋至民国之间地位多有变更，首次使用“柘荣县”名称是在民国34年（1945年），中华人民共和国成立后县建制多次撤销，直至1975年最后一次恢复县建制至今。

## 名称由来
《读史方舆纪要》载“柘洋东山，东望海外数百里”，盖以此地柘树成洋而得名。

## 历史沿革

### 宋朝至清初
宋朝时，设有柘洋里，属長溪縣灵霍乡，并设有库溪巡检司（今富溪）。元时为柘洋上里，属福宁州，明初属福宁县，正统六年（1441年）设柘洋巡检司（仍属福宁县），成化九年（1473年）复属福宁州。清康熙三十九年（1700年）柘洋巡检司裁撤，雍正十二年（1734年）属福宁府霞浦县，五年后复置柘洋巡检司（仍属霞浦县）。

### 清后期至民国
宣统元年（1909年）起，划柘洋地区为霞浦县上西柘洋区，民国21年（1932年）改为第六区，次年改置为第四区。1933年于閩變后短暂成立的中華共和國政权中，属闽海省。1934年4月，中共在此建立上西区苏维埃政府，5月建立霞鼎泰县苏维埃政府，二者隶属于闽东苏区。次年6月，建立柘洋特种区，直属福建省第一行政督察區管辖，1943年9月改属第八行政督察区。1945年10月建立柘荣县。

### 中华人民共和国
1949年6月15日，柘荣在第二次国共内战中被中国人民解放军接管，属福建省第三专区，1956年8月并入福安县，1961年10月复置，1970年7月再次撤销，1975年3月再次恢复建制，属宁德市辖。